# Ella Seidel
Ella Luise Seidel (født 14. februar 2005 i Hamborg, Tyskland) er en professionel tennisspiller fra Tyskland.